# Hans Henrik Boije
Hans Henrik Boije af Gennäs, född 1716 (döpt 15 april), död 2 oktober 1781, var en svensk friherre, landshövding och politiker. Han var bror till Erich Gustaf Boije och kusin till Carl Gustaf Boije.

## Biografi
Boije föddes som son till översten Anders Eriksson Boije och hans hustru Elisabeth Christina von Liewen. Vid 16 års ålder tog han värvning som volontär vid Östgöta infanteriregemente, och utnämndes 1740 till fänrik vid Västmanlands regemente. Sedan han under de följande 20 åren avancerat till överstelöjtnant i armén, blev han 1761 landshövding i Nylands och Tavastehus län, fick 1771 friherrlig värdighet och utnämndes 1773 till president i statskontoret.
Boije var även en aktiv politiker, och har sett som en av frihetstidens "riksdagsoperatörer", som för betalning sålde sin åsikt och sin möjlighet till påverkan till högstbjudande. Vid 1738 och 1742-43 års riksdag var han en ivrig hattanghängare, varefter han betald av ryska och engelska staten vid 1746-47 års riksdag arbetade för partiets fall. Sedan detta misslyckats, erbjöd han sina tjänster till hattarna, för att med det förtroende han vunnit hos den ryske ambassadören försöka avslöja dennes stämplingar i Finland.
Han slöt sig i riksdagen 1760/62 till Carl Fredrik Pechlin och bekämpade häftigt mössorna i 1769/70 års riksdag. Genom detta vann han åter hattarnas förtroende och fick en plats i sekreta utskottet. Vid 1771-72 års riksdag hade han varit verksam med att å ryske ministern Ivan Ostermans räkning köpa upp fullmakter på riddarhuset, vilka han då hattarna betalade honom bättre istället överlämnade till dessa.
Boije var vid statskuppen 1772 Gustav III:s man. Han hade genom lyckosamma investeringar skapat sig en ganska stor förmögenhet, men förlorade den åter genom diverse misslyckade företag, och tvingades 1778 göra konkurs. Han levde under sina sista år i avskildhet på Högtorp i Södermanland.

## Utmärkelser
- Riddare av Svärdsorden, 1 maj 1759
- Kommendör av Svärdsorden, 30 november 1772
- Kommendör med stora korset av Svärdsorden, 28 april 1775